# あらた唯
あらた 唯（あらた ゆい、1997年〈平成9年〉10月5日 - ）は、日本のタレント、グラビアモデル、レースクイーン。2022年4月、BSよしもと「チーキーズ a GOGO」GMTSレポーター就任。2022年11月、京都府南丹市「にゃんたん市プロジェクト」アドバイザー就任。
栃木県出身。ナインズプロモーション所属。旧芸名は「小林 唯叶」（こばやし ゆいか）・「新 唯」（あらた ゆい）。本名は非公開。
ミスSPA!2022グランプリ受賞。

## 略歴

### RQ活動開始からA-classへ
高校卒業後は看護学校に通い、看護師として病院に勤務していたが、原宿でのスカウトをきっかけに2020年、史上初の3カテゴリーのレースクイーンとしてデビューすると大人気に。
- 2020年のSUPER GT「TEAM MACH マッハ車検GAL」
- スーパー耐久「HELM MOTORSPORTS」[ブログ 1]
- スーパーフォーミュラ「KCMGエンジェルス」[ブログ 2]

2020年9月、4年ぶりに復活する東京オートサロンのイメージガール『A-class』の2021年度メンバーに選出。栃木県出身者としては2016年の渡辺順子以来5年ぶりの起用であった。しかしながら、新型コロナウイルス感染症の影響により、バーチャルオートサロンの開催のみとなった。

### プラチナム移籍からタレント・グラビアへ
2021年4月、オフィスミラノからプラチナムプロダクションに移籍し、「新 唯」（あらた ゆい）に改名。
2022年1月14日 - 16日に行われた東京オートサロン2022では『Veilside』（ヴェイルサイド）ブースのモデルとして参加した他、A-class2021メンバーとしてステージに登壇。
2022年2月4日、HONDAとの契約のもと、Modulo Nakajima RacingをサポートするModuloスマイルを務めることが発表された。
TAS2022でその凛々しさが群を抜いて魅力であったため、2022年3月21日に開局されたBSよしもと（BS265ch）の目に留まり、レポーターに起用される。よしもと芸人との掛け合いは好評で、全国の「住みます芸人」の憧れのマドンナとなっている。なお、過去に放送された番組は、「新唯とよしもと住みます芸人のGMTSレポート」で見ることができる。
また動物好きであることから、2022年11月17日には京都府南丹市「にゃんたん市プロジェクト」公式アドバイザーに就任し、猫グッズのデザインや新商品開発も担当している。
2022年12月、扶桑社主催の『ミスSPA! 2022』でグランプリを受賞。これを記念して2023年3月21日に『小顔ショートの正統派レースクイーン』と題したデジタル写真集が発売された。また同年4月からはフジテレビ主催によるボクシング大会のラウンドガールに就任。同じ事務所の雪平莉左とも共演している。

### ナインズプロモーションへ移籍
2024年8月7日、プラチナムプロダクションからナインズプロモーションに移籍し「あらた 唯」（あらた ゆい）に改名。

## 人物
- 高校時代はバレーボール部。
- イラストが上手であり、長坂養蜂場（浜松市）のチャリティ商品[15]に描いたラベルが好評で、即完売になった。
- BSよしもとでは、全国各地の住みます芸人とレポートし、今までに「奈良県宇陀市」（十手リンジン）、「京都府南丹市」（モンスーン）、「静岡県浜松市」（冨士彦）、「秋田県大仙市（ちぇす）」など、日本全国を取材している。
- 愛車はマツダ・ロードスターMT[4][ブログ 4]。2020年10月31日 - 11月1日のスーパー耐久岡山国際サーキット戦（第3戦）では、佐々木萌香のアンダーとして「TC CORSE iRacing ROADSTER」（ST-4クラス）[注 2]にスポット参加。「ロードスターを応援出来て嬉しかった」と述べている[ブログ 4]。

## レースクイーン歴
| 年     | カテゴリー           | チーム名                              | 他メンバー                          | 備考                                                |
| ------ | -------------------- | ------------------------------------- | ----------------------------------- | --------------------------------------------------- |
| 2020年 | SUPER GT             | TEAM MACH マッハ車検GAL               | 越ゆりか                            | サーキットへの参加は第6戦（鈴鹿サーキット）から     |
| 2020年 | スーパー耐久         | HELM MOTORSPORTS レースクイーン       | 凪原志音                            | サーキットへの参加は第2戦（スポーツランドSUGO）から |
| 2020年 | スーパーフォーミュラ | KCMGエンジェルス                      | 真木しおり                          | サーキットへの参加は第3戦（スポーツランドSUGO）から |
| 2021年 | D1グランプリ         | SAILUN DRIFT TEAM GIRLS               | 小湊美月                            | 第3戦（筑波サーキット）から参加                     |
| 2022年 | SUPER GT             | Modulo Nakajima Racing Moduloスマイル |                                     |                                                     |
| 2023年 | D1グランプリ         | SHIBATIRE                             | 小湊美月 米倉みゆ 日南まみ 池永百合 |                                                     |
| 2024年 | D1グランプリ         | SHIBATA RACING TEAM                   | 森脇梨々夏                          |                                                     |

## 出演

### 雑誌
- ギャルズ・パラダイス「2020レースクイーンデビュー編」（三栄） - グラビア掲載[4]
- AKIBA Spec（三栄） - 2021年9月号表紙[18]
- SPA - 「ミスSPA!2022オーディション」の「ミスSPA!2022"グランプリ"」（2022年11月）[19]
- 週刊ヤングマガジン - 2023年44号 裏表紙＆巻末グラビア[20]
- 週刊ビッグコミックスピリッツ - 2025年第15号 表紙&巻頭グラビア[21]

### テレビ番組
- 日曜日の初耳学（MBS・TBS系） - 再現VTRに不定期出演[22]
- 踊る！さんま御殿（2022年10月21日、日本テレビ） - 再現VTRに出演[23]
- チーキーズ a GOGO（BSよしもと） - ゲマトスレポーター
- ゴットタン マジ歌ルーキーオーディション（2024年7月20日、テレビ東京） - 第12回ネタギリッシュNight審査員
- 小倉淳の47フォーカス（2024年9月26日、BSよしもと） - ゲストコメンテーター
- SHOW激！今夜もドル箱（2024年12月3日、テレビ東京） - ゲスト出演
- 歩道・車道バラエティ 道との遭遇（2025年2月25日、3月4日・11日、CBCテレビ） - あらた唯の1泊2日軽キャンドライブ[24]

### テレビドラマ
- 木曜ドラマ プライベートバンカー 第2話（2025年1月16日、テレビ朝日） - ジュナ 役[25]

### 配信ドラマ
- すんドめ（2023年11月1日、全6話、ABEMA） - 主演・早華胡桃 役[26]

### 映画
- 嘘喰い（2022年全国ロードショー）- カジノのバニーガール役[27]

### イベント
- 2022年11月17日 京都府南丹市「新プロジェクト発表会」
- 東京オートサロン2022「Veilside」ブースモデル（2022年1月14日 - 16日、幕張メッセ）

## 書籍

### デジタル写真集
- 小顔ショートの正統派レースクイーン（2023年3月21日、扶桑社［SPA!デジタル写真集］、撮影：山口京和）[28]
- ラウンドガールの艶美（2023年8月29日、光文社［FLASHデジタル写真集］、撮影：矢西誠二）[29]
- ほろ酔い、火照る（2024年5月6日、扶桑社［SPA!デジタル写真集］、撮影：松田忠雄）[30]
- 新たなアラタ 1･2･3･4･COVER DX（2024年10月4日、小学館［sabra net e-Book］）[31][32][33][34][35]
- 新たなアラタ2 5･6･DX（2024年11月8日、小学館［sabra net e-Book］）[36][37][38]